# Dicladocerus pacificus
Dicladocerus pacificus är en stekelart som beskrevs av Yoshimoto 1976. Dicladocerus pacificus ingår i släktet Dicladocerus och familjen finglanssteklar. Inga underarter finns listade i Catalogue of Life.